# Jade (canção)
"Jade" é uma canção da banda japonesa de heavy metal X Japan, lançada em 28 de junho de 2011 na Europa, América do Norte e do Sul e em 13 de julho no Japão e sudeste da Ásia. É o primeiro lançamento mundial da banda. Também é o terceiro single da banda desde a sua reunião em 2007 após o hiato de 10 anos assim como é o segundo lançamento a apresentar o novo membro, Sugizo, na guitarra.

## Visão geral
Em "Jade", Yoshiki pretendia criar uma música que mostrasse como o X Japan está "evoluindo", mas que ainda mantivesse "as belas melodias e agressividade". Ele afirmou que sentiu muita pressão ao escrevê-la, já que a banda sabia que iria se expandir fora do Japão para o mercado ocidental. A letra é inteiramente em inglês, com exceção de uma única linha. Com a música ele desejava expressar a dor que ele, assim como o X Japan, experimentou; dizendo "você deve apenas aceitar e ser positivo sobre isso."
Foi gravado no Extasy Recording Studios e Capitol Records em Los Angeles e no Japão no estúdio Sound City. Mixado por Andy Wallace, produtor que ganhou o Grammy de melhor engenharia de álbum musical. A imagem de capa do single foi fotografada por Yoshiki.
Originalmente programado para 15 de março de 2011, a banda decidiu adiar o lançamento de "Jade" devido ao terremoto e tsunami de 11 de março em Tōhoku.

## Recepção
"Jade" alcançou o primeiro lugar no iTunes da Espanha, Suécia e Japão. Também alcançou a 19 posição na Billboard Japão Hot 100.

## Videoclipe
Um videoclipe foi gravado em janeiro de 2010 e apresentado no X Japan Showcase em LA Premium Prototype DVD em setembro. Dirigido por Dean Karr, foi filmado enquanto a banda se apresentava no topo do Kodak Theatre em Hollywood, Califórnia, com o som do público adicionado ao aúdio.

## Faixas
| N.º | Título | Compositor(es) | Duração |  |
| 1.  | "Jade" | Yoshiki        | 6:19    |  |

## Ficha técnica
- Toshi - vocais
- Sugizo - guitarra
- Pata - guitarra
- Heath - baixo
- Yoshiki - bateria, guitarra, orquestração, produção, composição
- David Campbell - orquestração
- Andy Wallace - mixação
- Stephen Marcussen - masterização